# Mammillaria zephyranthoides

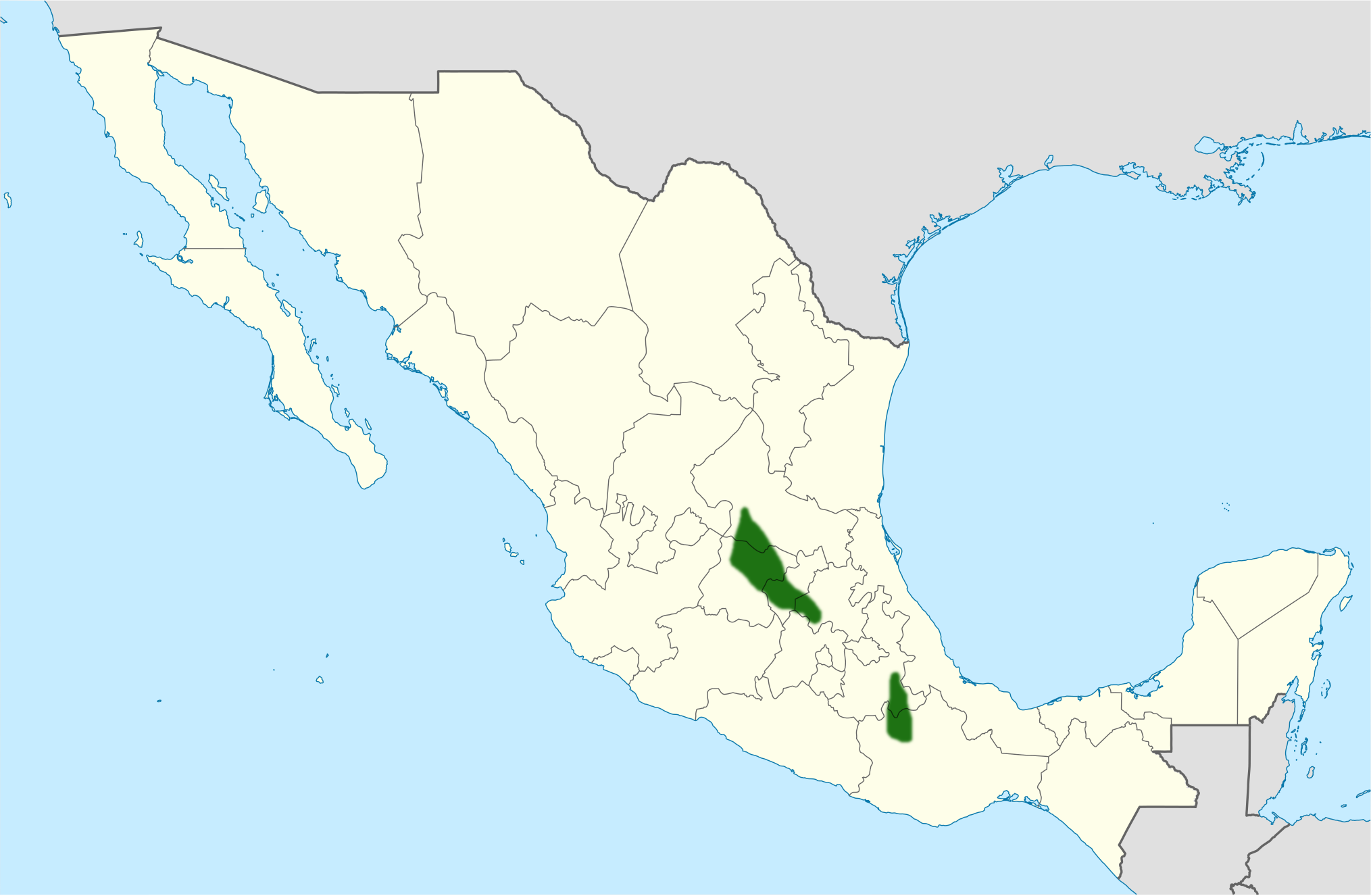
Verbreitungskarte

Mammillaria zephyranthoides ist eine Pflanzenart aus der Gattung Mammillaria in der Familie der Kakteengewächse (Cactaceae). Das Artepitheton zephyranthoides leitet sich von der griechischen Endung -oides für ‚ähneln‘ und dem Namen der Gattung Zephyranthes ab.

## Beschreibung
Mammillaria zephyranthoides wächst einzeln. Die abgeflachten, kugeligen Triebe sind dunkelblaugrün. Sie werden bis zu 8 Zentimeter hoch und messen bis zu 10 Zentimeter im Durchmesser. Die weichfleischigen  Warzen sind konisch geformt und haben eine gerundete Spitze. Sie sind bis zu 2,5 Zentimeter lang und führen keinen Milchsaft. Die Axillen sind nackt. Ein Mitteldorn ist vorhanden. Er ist gehakt, weiß bis gelblich oder auch bis rötlich braun, kurz oder bis zu 1,4 Zentimeter lang. Die 12 bis 18 Randdornen sind sehr schlank, weiß und 8 bis 10 Millimeter lang.
Die weißen Blüten haben einen rosa Mittelstreifen und messen bis zu 4 Zentimeter im Durchmesser. Die eiförmigen Früchte sind rot. Sie enthalten schwarze Samen.

## Verbreitung, Systematik und Gefährdung
Mammillaria zephyranthoides ist in den mexikanischen Bundesstaaten Aguascalientes, Guanajuato, Hidalgo, Mexiko, Oaxaca, Puebla, Querétaro und San Luis Potosí verbreitet.
Die Erstbeschreibung erfolgte 1841 durch Michael Joseph François Scheidweiler (1799–1861). Nomenklatorische Synonyme sind Cactus zephyranthodes (Scheidw.) Kuntze (1891), Neomammillaria zephyranthoides (Scheidw.) Britton & Rose (1923), Chilita zephyranthoides (Scheidw.) Orcutt (1926), Ebnerella zephyranthoides (Scheidw.) Buxb. (1951), Dolichothele zephyranthoides (Scheidw.) Backeb. (1961) und Bartschella zephyranthoides (Scheidw.) Doweld (2000).
Es werden folgende Unterarten unterschieden:
- Mammillaria zephyranthoides subsp. zephyranthoides
- Mammillaria zephyranthoides subsp. heidiae (Krainz) Lüthy

In der Roten Liste gefährdeter Arten der IUCN wird die Art als „Least Concern (LC)“, d. h. als nicht gefährdet geführt.

## Nachweise